# エリーザベト・フォン・アンハルト (1563-1607)
エリーザベト・フォン・アンハルト（Elisabeth von Anhalt, 1563年9月15日 - 1607年11月8日）は、ドイツのブランデンブルク選帝侯ヨハン・ゲオルクの3番目の妻。

## 生涯
アンハルト侯ヨアヒム・エルンストとその最初の妻アグネス・フォン・バルビとの間の第3子、三女として生まれた。1577年10月6日にガルデレーゲン郊外のレッツリンゲン狩猟用城館（Jagdschloss Letzlingen）において、ヨハン・ゲオルク選帝侯と結婚した。エリーザベトは当時14歳の少女だったのに対し、ヨハン・ゲオルクは52歳の初老であり、夫婦には38歳の年齢差があった。夫の長子ヨアヒム・フリードリヒですら、エリーザベトより16歳年上であった。
結婚式は大して盛大に祝われることも無かったが、エリーザベトは朝の贈り物（Morgengabe）として年金400グルデンを保障された。エリーザベトは1万5000ターラーの持参金付きで輿入れし、婚資（寡婦財産）としてクロッセン（現ポーランド領ルブシュ県クロスノ・オジャンスキェ）の城と市街、ツューリハウおよびボーベルスベルク（現ボブロヴィツェ）の市街と農地など、相当に裕福な資産を与えられた。
エリーザベトは夫の先妻ザビーナと同じく宮廷侍医レオンハルト・トゥルナイッサーの研究活動の支援者となった。エリーザベトは度重なる妊娠と出産を繰り返し、1598年に夫と死別する頃にはすでに健康を損なっていた。寡婦になると年少の子供たちを連れてクロッセン城に引退し、9年後に44歳で亡くなって、ベルリン大聖堂に葬られた。

## 子女
夫との間に7男4女をもうけた。
- クリスティアン（1581年 - 1655年） - ブランデンブルク＝バイロイト辺境伯
- マグダレーナ（1582年 - 1616年） - 1598年、ヘッセン＝ダルムシュタット方伯ルートヴィヒ5世と結婚
- ヨアヒム・エルンスト（1583年 - 1625年） - ブランデンブルク＝アンスバッハ辺境伯
- アグネス（1584年 - 1629年） - 1604年にポンメルン公フィリップ・ユリウスと結婚、1628年にザクセン＝ラウエンブルク公子フランツ・カールと再婚
- フリードリヒ（1588年 - 1611年）
- エリーザベト・ゾフィー（1589年 - 1629年） - 1613年にヤヌシュ・ラジヴィウ侯と結婚、1628年にザクセン＝ラウエンブルク公ユリウス・ハインリヒと再婚
- ドロテア・ジビッラ（1590年 - 1625年） - 1610年、ブジェク公ヤン・クリスティアンと結婚
- ゲオルク・アルブレヒト（1591年 - 1615年）
- ジギスムント（1592年 - 1640年）
- ヨハン（1597年 - 1627年）
- ヨハン・ゲオルク（1598年 - 1637年）